# 오혜원 (기업인)
오혜원(영어: Oh Hyewon, 1972년 ~ )은 제일기획 상무를 역임한 대한민국의 광고인이다.

## 생애
1994년 여성 공채 2기로 삼성그룹에 입사하였다. 제일기획에서 카피라이터로서 네이버, 삼성전자 광고 제작에 크게 기여하면서 서서히 인정을 받았고, 2004년 애니콜 광고 제작 과정에서 이기태 전 삼성전자 부회장의 신임을 얻었다. 2006년 제53회 칸 국제 광고제의 최연소 심사위원으로 선임되었으며, 2012년 입사 동기 중에 가장 빨리 임원이 되었다.

## 경력
- 1994년 : 제일기획 입사
- 2002년 : AP팀 담당 간부
- 2003년 : 크리에이티브 그룹 담당 간부
- 2004년 : 애니콜 제작 CD
- 2007년 : 오혜원 CD (팀장)
- 2008년 : 더 사우스 제작 그룹 디렉터
- 2010년 : 국내 제작 그룹 디렉터
- 2011년 : 콘텐츠본부 E. CD (상무)